# Salvatore Sciarrino
Salvatore Sciarrino, italijanski skladatelj, * 1947, Palermo.

## Nagrade
- Salzburška glasbena nagrada (2006)